# ふくろうず
ふくろうずは、日本のバンド。ソニー・ミュージックアーティスツ所属。

## 概要
もともとドラムの高城をのぞく3人は同じ大学の音楽サークルの先輩・後輩同士だった。そのサークルはコピーバンド専門の弱小サークルだったので、オリジナルがやりたかった安西は内田に声を掛けた。2007年2月、初めて入ったスタジオに内田が持ってきた1曲がきっかけとなって、｢ふくろうず｣の原型が誕生した。
「ふくろうず」というバンド名は、内田が適当に決めた。ふくろうが好きというわけではなく、ただ英語のバンド名がなんとなく嫌というのと自分が好きな日本人のバンドにもあまり英語のバンド名を見かけなかったという個人的趣味の問題で、平仮名かカタカナで付けることにした。

## メンバー
内田万里
ボーカル、キーボード担当。
すべての楽曲を手がけるソングライター。
ピアノは小学1年から5年くらいまでやっていたが、初めてちゃんとした曲を作ったのが20歳過ぎたくらい。
作曲には楽器を使わず、デモも作らない。
ソロ名義で弾き語りライブも行っている。
好きなアーティストはビートルズ、くるり、レディオヘッド。
安西卓丸
ベース、ボーカル担当。
好きなアーティストはレイジ・アゲインスト・ザ・マシーン、レッド・ホット・チリ・ペッパーズ、クイーン、ビートルズ、槇原敬之。
石井竜太
ギター担当。
好きなアーティストははっぴいえんど、ピクシーズ、THE HIGH-LOWS、レッド・ホット・チリ・ペッパーズ、ニルヴァーナ。

### 元メンバー
高城琢郎
ドラムス担当。
2011年9月21日に脱退。現在はイラストレーターとして活動。脱退後の2016年11月の東名阪ライブ、2017年のアルバム『びゅーていふる』のレコーディングや発売に伴うツアーではサポートメンバーとして参加している。

## 来歴
2007年に東京で結成。都内を中心に活動、Myspace上で公開された楽曲が口コミで話題になり、東京のライヴハウスシーンで次第に注目を集めていく。
2009年12月、初音源となるミニアルバム『ループする』をライブ会場とディスクユニオン限定で発売。本作はノンプロモーションにもかかわらずディスクユニオンインディーズチャートの首位を独占し続けた。これを機に人気は全国区に拡大。
2010年3月の初ワンマンライブを関係者が観覧したことでソニー・ミュージックアーティスツとのマネジメント契約が進む。4月7日、デビューアルバム『ループする』を新曲2曲を加えた全国流通盤として再リリース。10月に2ndアルバム『ごめんね』をリリース。
2011年6月、3rdアルバム『砂漠の流刑地』でエピックレコードジャパンからメジャー・デビュー。
2013年7月、約2年ぶりとなるミニアルバム『テレフォン No.1』をリリース。
2014年6月にアルバム『マジックモーメント』をリリース。
2016年、徳間ジャパンコミュニケーションズへ移籍。7月13日に約2年ぶりとなるフルアルバム『だって、あたしたちエバーグリーン』を発表する。
2017年、12月24日をもって解散を発表。

## 作品

### アルバム
|     | 発売日        | タイトル                         | 規格品番                                        |
| --- | ------------- | -------------------------------- | ----------------------------------------------- |
| 1st | 2010年4月7日  | ループする                       | UXCL-23                                         |
| 2nd | 2010年10月6日 | ごめんね                         | UXCL-28                                         |
| 3rd | 2011年6月22日 | 砂漠の流刑地                     | ESCL-3673                                       |
| 4th | 2014年6月18日 | マジックモーメント               | 初回限定盤(CD+DVD) ESCL-4218/9 通常盤 ESCL-4220 |
| 5th | 2016年7月13日 | だって、あたしたちエバーグリーン | TKCA-74384                                      |
| 6th | 2017年9月7日  | びゅーてぃふる                   | TKCA-74549                                      |

### ミニアルバム
|     | 発売日        | タイトル           | 規格品番  |
| --- | ------------- | ------------------ | --------- |
| 1st | 2013年7月24日 | テレフォン No.1    | ESCL-4080 |
| 2nd | 2015年10月7日 | ベイビーインブルー | XQIY-1203 |

### 参加作品
- ROCK AND SYMPATHY -tribute to the pillows-　(2014年2月26日リリース)
「ハイブリッド レインボウ」で参加
- ウルフルズTribute 〜Best of Girl Friends〜（2017年2月22日リリース）
「バンザイ 〜好きでよかった〜」で参加

### タイアップ
| 楽曲名    | タイアップ先                                                |
| --------- | ----------------------------------------------------------- |
| いま何時? | BSジャパンテレビドラマ『ワカコ酒 Sason2』オープニングテーマ |

## 出演

### テレビドラマ
- ワカコ酒 Sason2 第9夜（2016年3月4日、BSジャパン） - 飲み屋の客 役 [12]